# East Markham
East Markham is een civil parish in het bestuurlijke gebied Bassetlaw, in het Engelse graafschap Nottinghamshire.